# 54a edició dels Premis Sant Jordi de Cinematografia
La 54a edició dels Premis Sant Jordi de Cinematografia va tenir lloc en 2010. Com en anys anteriors, un jurat presidit per Conxita Casanovas i Gou i compost per divuit crítics i periodistes cinematogràfics de Barcelona va decidir mitjançant votació els qui eren els destinataris dels premis Sant Jordi que Ràdio Nacional d'Espanya (RNE) concedeix anualment al cinema espanyol i estranger en els set apartats competitius i que en aquesta edició distingeixen a les pel·lícules estrenades al llarg de l'any 2009. Aquest sistema d'elecció fa que aquests guardons estiguin considerats com un premi de la crítica barcelonina. Ja en 2010 eren els premis cinematogràfics més antics de Catalunya.
A més dels Sant Jordi competitius, RNE va concedir el Premi a la trajectòria professional a l'actriu Charo López, i l'Institut Català de les Indústries Culturals de la Generalitat de Catalunya va atorgar el Premi a la indústria conjuntament a l'empresa exhibidora Cinesa i a l'Ajuntament de Sant Cugat del Vallès per «l'esforç innovador realitzat per a la captació de públic en segments d'alt interès cultural». Finalment, el públic de Ràdio 4 va concedir per votació les denominades «Roses de Sant Jordi» a les quals va considerar millors pel·lícules nacional i estrangera.
Els premis van ser lliurats el 26 d'abril de 2010 en una cerimònia celebrada en els estudis de TVE situats a Sant Cugat del Vallès. Va ser presentada pels periodistes Cristina Puig i Toni Garrido i va estar dedicada a la figura del cineasta Federico Fellini i la seva pel·lícula La dolce vita, que complia cinquanta anys de la seva estrena.

## Premis Sant Jordi
| Categoria                              | Premiat                                    | Labor premiada            |
| -------------------------------------- | ------------------------------------------ | ------------------------- |
| Millor pel·lícula espanyola            | Celda 211                                  | Pel·lícula                |
| Millor actor en pel·lícula espanyola   | Óscar Ladoire                              | Pagafantas                |
| Millor actriu en pel·lícula espanyola  | Bárbara Lennie                             | Els condemnats            |
| Millor ópera prima                     | Pagafantas                                 | Pel·lícula                |
| Millor pel·lícula estrangera           | Maleïts malparits                          | pel·lícula                |
| Millor actor en pel·lícula estrangera  | Frank Langella                             | Frost/Nixon La caja       |
| Millor actriu en pel·lícula estrangera | Charlotte Gainsbourg                       | Antichrist                |
| Premi a la innovació en la indústria   | Cinesa Ajuntament de Sant Cugat del Vallès | Exhibició cinematogràfica |
| Premi a la trajectòria professional    | Charo López                                | Trajectòria com a actriu  |

## Roses de Sant Jordi
| Categoria                    | Premiat                  |
| ---------------------------- | ------------------------ |
| Millor pel·lícula espanyola  | Tres dies amb la família |
| Millor pel·lícula estrangera | El secreto de sus ojos   |